# 'otai

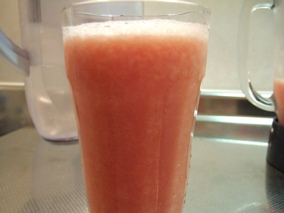
ʻOtai från Tonga.

ʻOtai är en uppfriskande fruktdryck från Tonga som vanligtvis görs på sommaren. Drycken innehåller vatten, kokosmjölk och olika sorters fruktkött såsom kokosnötens, vattenmelonens, mangons eller ananasens fruktkött. Vattenmelon, som introducerades på ön av missionärer och försäljare, är förmodligen dock vanligast på grund av dess överflöd på Tonga. En liten del socker kan tilläggas, även om drycken är ganska söt i sig själv.
Den mest populära av variationerna är en enkel blandning av kokosmjölk, vattenmelon och mango. Isbitar kan också läggas till för att få något slags smoothie. Även vin är populärt.